# Live at the House of Blues (Goldfinger)
Live at the House of Blues è il primo DVD del gruppo pop punk/ska punk statunitense Goldfinger, pubblicato il 23 marzo 2004 da Kung Fu Records e contenente un'esibizione live alla House of Blues di Anaheim.

## Tracce
1. Questions
2. Counting the Days
3. Tell Me
4. Here in Your Bedroom
5. San Simeon
6. Open Your Eyes
7. Wayne Gretzky
8. Mable
9. Fuck Ted Nugent
10. Superman
11. If Only
12. My Girlfriend's Shower Sucks
13. Miles Away
14. 99 Red Balloons

## Formazione
- John Feldmann - voce, chitarra
- Brian Arthur - chitarra
- Kelly Lemieux - basso
- Darrin Pfeiffer - batteria